# 国鉄タサ2400形貨車
国鉄タサ2400形貨車（こくてつタサ2400がたかしゃ）は、かつて日本国有鉄道（国鉄）に在籍した私有貨車（タンク車）である。
本形式と同じ専用種別であるタサ5300形についても本項目で解説する。

## タサ2400形
タサ2400形は、石油類（除ガソリン）専用の20t積タンク車として1950年（昭和25年）2月27日から1964年（昭和39年）7月1日にかけて68両（コタサ2400 - コタサ2467）が川崎車輛、三菱重工業、日本車輌製造、帝國車輛工業、富士重工業の5社にて製作された。記号番号表記は特殊標記符号「コ」（全長 12 m 以下）を前置し「コタサ」と標記する。
落成時の所有者は、昭和石油、三菱石油、シェル石油、丸善石油、歴世砿油、丸善海運の6社であった。1966年（昭和41年）10月28日に丸善海運所有車4両（コタサ2461 - コタサ2464）が丸善石油へ名義変更された。
1979年（昭和54年）10月より化成品分類番号「燃31」（燃焼性の物質、引火性液体、危険性度合2（中））が標記された。
塗装は黒、全長は10,000mm - 10,500mm、全幅は2,338mm、全高は3,832mm、台車間距離は5,900mm - 6,400mm、実容積は21.0m3 - 25.0m3、自重は15.5t - 16.8t、換算両数は積車3.5、空車1.6、台車はベッテンドルフ式のTR41C、TR41Dであった。
1986年（昭和61年）8月30日に最後まで在籍した1両（コタサ2454）が廃車となり同時に形式消滅となった。

### 年度別製造数
各年度による製造会社と両数、所有者は次のとおりである。（所有者は落成時の社名）
- 昭和24年度 - 2両
  - 川崎車輛 2両 昭和石油（コタサ2400 - コタサ2401）
- 昭和26年度 - 33両
  - 三菱重工業 23両 三菱石油（コタサ2402 - コタサ2424）
  - 三菱重工業 10両 三菱石油（コタサ2422 - コタサ2431）
- 昭和28年度 - 4両
  - 日本車輌製造 4両 シェル石油（コタサ2432 - コタサ2435）
- 昭和29年度 - 2両
  - 日本車輌製造 2両 三菱石油（コタサ2436 - コタサ2437）
- 昭和32年度 - 3両
  - 帝國車輛工業 3両 丸善石油（コタサ2438 - コタサ2440）
- 昭和33年度 - 5両
  - 帝國車輛工業 5両 丸善石油（コタサ2441 - コタサ2445）
- 昭和34年度 - 13両
  - 帝國車輛工業 5両 丸善石油（コタサ2446 - コタサ2450）
  - 富士重工業 4両 出光興産（コタサ2451 - コタサ2454）
  - 帝國車輛工業 2両 丸善石油（コタサ2455 - コタサ2456）
  - 帝國車輛工業 2両 丸善石油（コタサ2457 - コタサ2458）
- 昭和35年度 - 4両
  - 川崎車輛 2両 歴世砿油（コタサ2459 - コタサ2460）
  - 帝國車輛工業 2両 丸善海運（コタサ2461 - コタサ2462）
- 昭和38年度 - 2両
  - 富士重工業 2両 丸善海運（コタサ2463 - コタサ2464）
- 昭和39年度 - 3両
  - 川崎車輛 3両 歴世砿油（コタサ2465 - コタサ2467）

## タサ5300形
タサ5300形は、石油類（除ガソリン）専用の20t積タンク車として1960年（昭和35年）2月8日に2両（コタサ5300 - コタサ5301）が日本車輌製造にて製作された。記号番号表記は特殊標記符号「コ」（全長 12 m 以下）を前置し「コタサ」と標記する。
落成時の所有者は、日本石油でありその常備駅は五稜郭駅であった。
1979年（昭和54年）10月より化成品分類番号「燃31」（燃焼性の物質、引火性液体、危険性度合2（中））が標記された。
塗装は黒、全長は10,100mm、全幅は2,430mm、全高は3,761mm、台車間距離は6,000mm、実容積は19.6m3、自重は19.6t、換算両数は積車4.0、空車2.0、台車はベッテンドルフ式のTR41Cであった。
1983年（昭和58年）5月16日に最後まで在籍した1両（コタサ5301）が廃車となり同時に形式消滅となった。